# Rocles, Allier
Rocles är en kommun i departementet Allier i regionen Auvergne-Rhône-Alpes i de centrala delarna av Frankrike. Kommunen ligger  i kantonen Le Montet som ligger i arrondissementet Moulins. År 2022 hade Rocles 330 invånare.

## Befolkningsutveckling
Antalet invånare i kommunen Rocles
Referens: INSEE